# Albert Hermansson
Johan Albert Hermansson, född 23 juli 1885 i Långsele, Västernorrlands län, död 15 juni 1975 i Vånga församling, Östergötlands län, var en svensk hemmansägare, ombudsman och riksdagsledamot tillhörande Socialdemokraterna.
Hermansson var ledamot av riksdagens andra kammare 1931–1948 och var ledamot av första kammaren från 1949 i valkretsen Östergötlands län. Han var även suppleant i andra lagutskottet.
Han gifte sig 1915 med Agnes Johansson (1893–1967) och hade barnen Rune Hermansson, Ragna Lindstam (gift med Carl Sigfrid Lindstam) och Gunnel Noble (en tid gift med Pekka Langer).
Makarna Hermansson är gravsatta i Högalids kolumbarium i Stockholm.